# 경북과학대학교 박물관
경북과학대학교 박물관(慶北科學大學校 博物館, Kyongbuk Science College Museam)은 경상북도 칠곡군의 민속 박물관이다. 1995년 개관한 동국전문대학 박물관이 모태로, 2001년 10월부터는 칠곡교육지원청과 협력하여 폐교한 기산초등학교 부지에 전통문화체험학교를 설립하고 운영 중에 있다. 현재 대한민국에서 보기 드문 전문대학이 운영하는 박물관 중 하나이다.

## 연혁
- 1995년 3월 1일: 동국전문대학 박물관 개관
- 1998년 5월: 경북과학대학 박물관으로 명칭 변경
- 2001년 10월: 전통문화체험학교 개교
- 2012년 1월: 경북과학대학교 박물관으로 명칭 변경

## 전시실
경북과학대학교 박물관은 금속공예 체험, 옹기 등 민속 자료를 전시·체험할 수 있도록 전시실 운영에 있다. 전통문화체험학교에서 떡, 두부, 김치 등 민속 음식 만들기 체험을 지원하며, 사물놀이, 난타/무용 등 다양한 민속 놀이를 체험할 수 있다.